# László Fazekas
László Fazekas (Budapeste, 15 de outubro de 1947) é um ex-futebolista e treinador húngaro, campeão olímpico. 

## Carreira
László Fazekas fez parte do elenco medalha de ouro, nos Jogos Olímpicos de 1968.

## Ligações Externas
- Perfil em Fifa.com (em inglês)